# Yaşar Yılmaz
Yaşar Yılmaz (ur. 4 marca 1930 w Çayeli) – turecki zapaśnik walczący w stylu klasycznym. Dwukrotny olimpijczyk. Odpadł w eliminacjach w Melbourne 1956 i Rzymie 1960. Walczył w kategorii 57 kg. 
Wicemistrz świata w 1955, 1958 i 1961 roku.